# Diomus taedatus
Diomus taedatus är en skalbaggsart som först beskrevs av Henry Clinton Fall 1901.  Diomus taedatus ingår i släktet Diomus och familjen nyckelpigor. Inga underarter finns listade i Catalogue of Life.